# Ливерпульский университет имени Джона Мурса
Ливерпульский университет им. Джона Мурса (ЛУДМ) – один из наиболее крупных и интенсивно развивающихся университетов Великобритании, осуществляющих обучение студентов по более чем 250 специальностям.
Университет ведет свое происхождение от Ливерпульской школы механики, созданной в 1823 году, что делает университет участником дебатов за звание третьего старейшего университета в Англии. В 1992 году после акта парламента, учебному заведению дано звание университета. Ливерпульский университет им. Джона Мурса является членом университетского альянса, группы британских университетов, которая была создана в 2007 году и членом Европейской Ассоциации университетов.
Согласно журналу The Guardian университет занимает 11 место по инженерии и 20 по математике в Великобритании, также университет занимает лидирующие позиции в таких сферах как: логистика, спорт, искусство. Единственный университет в Европе достигший стандарта нужного для награды EFQM (Business) Excellence award и один из 50 организации (включая Rolls-Royce Limited, Hewlett-Packard, Siemens) когда-либо достигавших. Проводит исследования в области астрофизики, электроники, электротехники и машиностроении.
В университете, расположенном в самом центре Ливерпуля – города, объявленного столицей европейской культуры 2008 года, обучается 21000 студентов, которые живут и учатся в наиболее престижных городских зданиях. Для университета характерны новаторские учебные программы и тесное сотрудничество с промышленностью.
ЛУДМ имеет репутацию учебного заведения, выпускники которого имеют квалификацию, отвечающую требованиям современного рынка труда. Помимо традиционных специальностей университет осуществляет подготовку специалистов в таких редких областях, как судебная медицина, технология компьютерных игр, новые производственные процессы в средствах массовой информации, техника радиовещания, морской бизнес, причем обучение чётко ориентировано на запросы работодателей. Благодаря тесной связей учебных курсов с требованиями промышленности, более 90% выпускников университета находят работу спустя не более шести месяцев после окончания обучения.
С 14 апреля 2008 года и до 2013 года ректором ЛУДМ являлся знаменитый гитарист и, по совместительству, учёный-астрофизик Брайан Мэй.

## Факультеты
- Бизнеса и права
- Образования, занятости и досуга
- Здоровья и прикладных общественных наук
- Медиа, искусств и социальных наук
- Науки
- Технологии и окружающей среды